# 那智瀑布

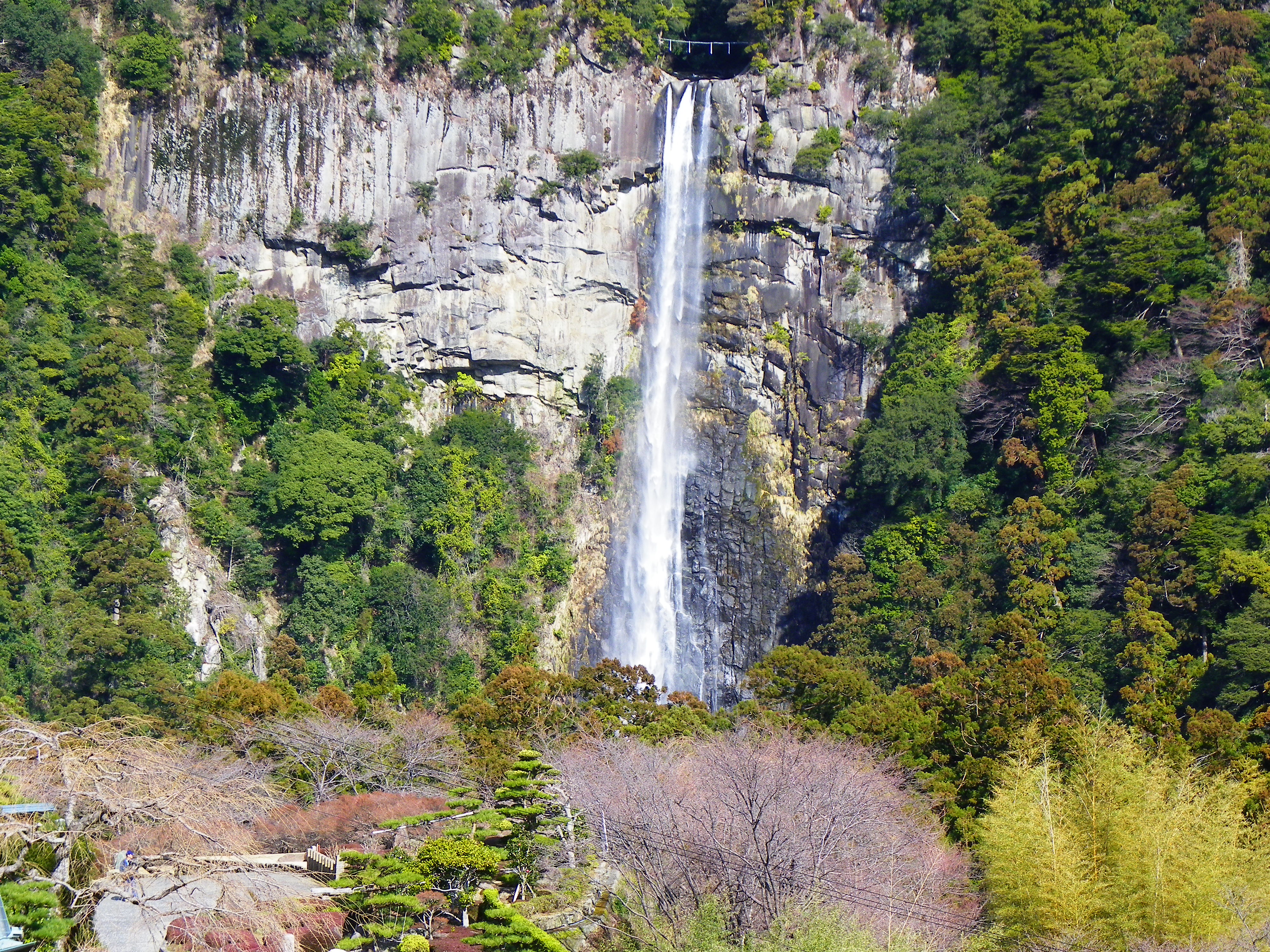
自青岸渡寺展望臺所見之那智瀑布

那智瀑布（那智滝）是位於日本和歌山縣東牟婁郡那智勝浦町那智川的瀑布。瀑高133m，寬13m。與華嚴瀑布、袋田瀑布並稱為日本三名瀑。
那智山中有多達60餘條的大小溪流，本來，那智瀑布是那智山中所有瀑布的總稱，特別是用於籠瀑修行的48處瀑布（那智四十八瀑）。一般通稱的那智瀑布，則專指一之瀑，別名那智大瀑。又因為水落處為岩盤分成三道水流，所以也叫三條之瀑。
古來即為佛教、神道的修行地，同時也是自然信仰的對象，係飛瀧神社之神體。
2004年7月1日，那智瀑布作為紀伊山地的靈場與參詣道的一部分，被列入世界遺產名錄中。

## 那智四十八瀑
那智山原始林的瀑布中，有48處以數字順序與神道、佛教、道教名詞等一一命名。相傳從青岸渡寺的開祖裸形上人起，即為各宗教信仰者的修行場所；花山法皇也曾在二之瀑旁的斷崖築庵長居，號稱千日瀑籠行。
但是明治初年實施神佛分離令與修驗道禁止令後，維持入瀑修行基礎的神佛習合信仰隨之衰微，至明治中期，四十八瀑的名稱與所在即已失傳不考。
直到1991年，當地有心人士與新聞社、僧侶等根據少許殘存的古文書入山調查，成功再確認四十八瀑的位置。並於1992年由青岸渡寺發起，恢復那智四十八瀑回峰行。

## 關連項目
- 日本瀑布百選
- 熊野信仰
  - 熊野那智大社 - 飛瀧神社
  - 青岸渡寺
- 世界遺產 - 紀伊山地的聖地及朝聖路
- 平成名水百選

## 外部連結
- 那智勝浦町觀光協會 （页面存档备份，存于）